# Прапор Іллінойсу
 Прапор Штату Іллінойс (англ. Flag of Illinois) — один із символів американського штату Іллінойс.
У 1912 році, місцевим відділенням організації «Дочки Американської революції», очолюваної Еллою Парк Лоренс, був оголошений конкурс на прапор штату Іллінойс. Перемогу здобув прапор, автором якого є Люсі Дервент. 6 липня 1915 року, після схвалення прапора в уряді і сенаті штату, він був офіційно заснований прапором штату Іллінойс.
У 1960-х роках, Chief Petty Officer Брюс Макданієл подав прохання, щоб на прапор штату було додано його назву. Він мотивував це тим, що багато хто з тих, з якими він служив під час В'єтнамської війни, не могли ідентифікувати даний прапор як прапор штату Іллінойс. 17 вересня 1969 року губернатор штату Річард Б. Оджілві підписав доповнення до закону про прапор і 1 липня 1970 цей закон набув чинності. Новий дизайн друку штату на прапорі і напис на ньому, були розроблені місіс Санфорд Хучінсон.

## Опис прапора
На печатці зображений білоголовий орлан, що сидить на камені з датами 1818(рік заснування штату) і 1868 (рік прийняття нової версії печатки штату). У дзьобі орел тримає стрічку з девізом State Sovereignty, National Union (з англ. Суверенний штат, Союз Націй). Напис «Суверенний штат» розташовується на початку девізу, хоча сам штат був серед переможців Союзу, які боролися проти цього суверенітету за часів громадянської війни. Тому напис Sovereignty розташована догори ногами.